# Nicanor Pacheco Gamboa
Nicanor Pacheco Gamboa fue un abogado y político peruano. Fue fiscal de la Corte Superior de Justicia del Cusco.
Nació en el Cusco, Perú, en 1840. Cursó estudios de leyes en la Universidad San Antonio Abad. Fue elegido diputado por la provincia de Paruro entre 1872 y 1876 durante el gobierno de Manuel Pardo siendo reelegido ese año para mantenerse en el cargo hasta 1878.
Falleció en el Cusco el 12 de julio de 1901 y fue sepultado en el Cementerio General de La Almudena de esa ciudad.